# 1963 en musique
| \| • Retour à la chronologie générale de la musique populaire • \| |
| XXIe siècle • XXe siècle • XIXe siècle • XVIIIe siècle XVIIe siècle • XVIe siècle • XVe siècle • XIVe siècle XIIIe siècle • XIIe siècle • XIe siècle • Xe siècle IXe siècle • VIIIe siècle • Haut Moyen Âge • Rome • Grèce |
| • Retour à la chronologie générale de la musique populaire • |

| • Retour à la chronologie générale de la musique populaire • |

| Années de la musique populaire : 1960 - 1961 - 1962 - 1963 - 1964 - 1965 - 1966    |
| Décennies de la musique populaire : 1930 - 1940 - 1950 - 1960 - 1970 - 1980 - 1990 |

Cet article présente les faits marquants de l'année 1963 en musique.

## Événements
- Juin : sortie du premier 45 tours des Rolling Stones[1], Come on.
- 22 juin : Pour le premier anniversaire du magazine Salut les copains, Europe n° 1 organise un concert gratuit à Paris, place de la Nation. Sylvie Vartan, Richard Anthony, Mike Shannon et les Chats Sauvages, Danyel Gérard, les Gams, et Johnny Hallyday sont au programme. L'événement attire une foule d'une ampleur totalement inattendue (125 000 à 200 000 personnes selon les sources).

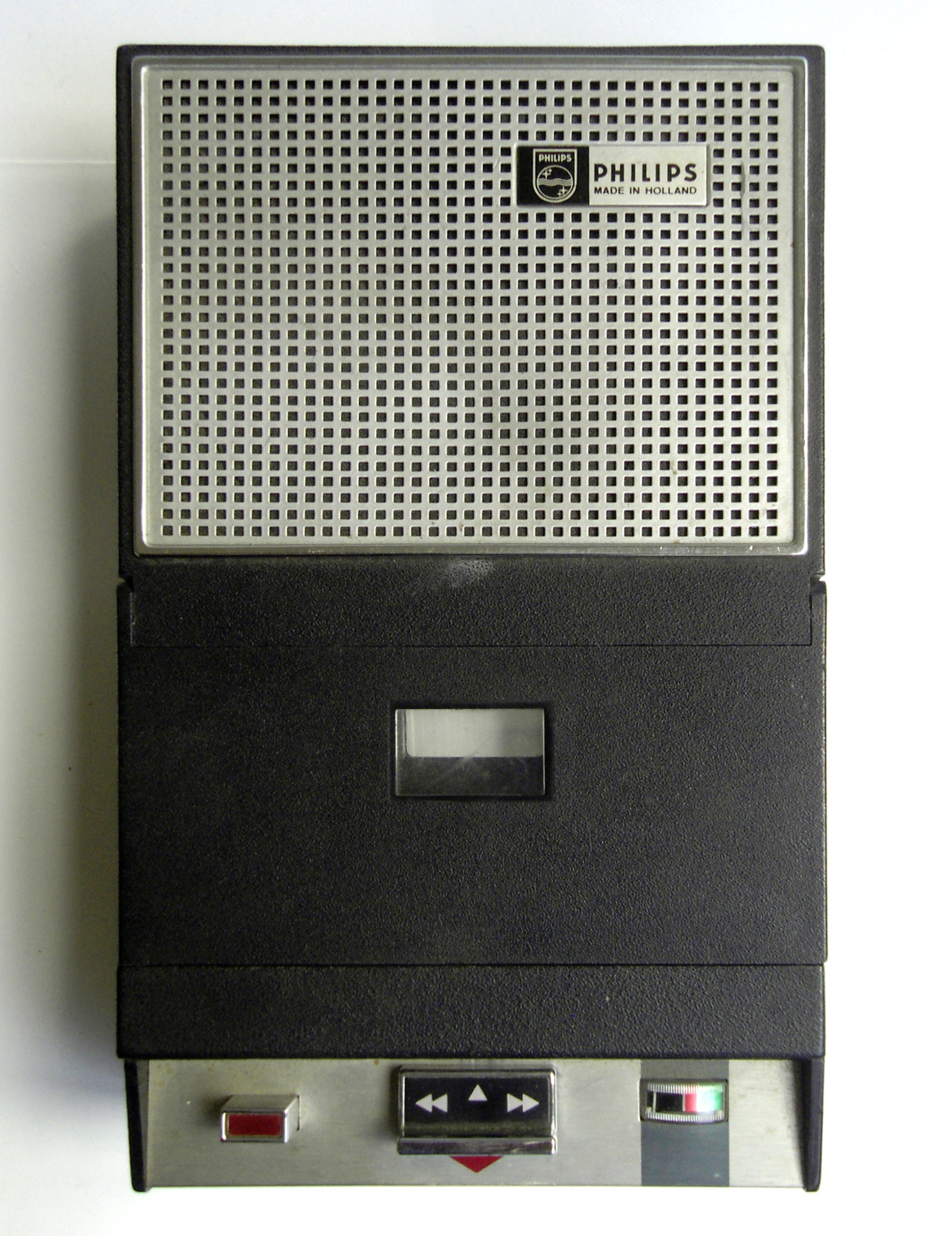
Le Philips EL3300.

- 28 août : lancement par Philips du premier magnétophone à cassette, le Philips EL3300, au Salon de la radio de Berlin[2].

- Début de la Beatlemania en Grande-Bretagne : plusieurs de leurs disques atteignent la première place des ventes, leur prestation au show télévisé Sunday Night at the London Palladium déclenche des premières émeutes, et le 4 novembre ils jouent devant la Reine mère et la princesse Margaret à l'occasion du Royal Variety Performance.
- Décembre : Eddy Mitchell annonce officiellement son départ du groupe Les Chaussettes noires et son intention de poursuivre sa carrière en solo. Ce même mois sort son 2e album solo Eddy in London. Précédemment, le 8 septembre, est paru le 1er Voici Eddy... c'était le soldat Mitchell.
- La chanson Dominique se classe no 1 des ventes de disques aux États-Unis pendant tout le mois de décembre, tout comme son album Sœur Sourire (The Singing Nun)[3].

## Disques sortis en 1963
- Albums sortis en 1963
- Singles sortis en 1963

## Succès de l'année en France (singles)

### Chansons classées Numéro 1
Cette liste présente, par ordre chronologique, tous les titres s'étant classés à la première place des ventes durant l'année 1963.
- Françoise Hardy : Tous les garçons et les filles
- Françoise Hardy : Le temps de l'amour
- Sheila : L'école est finie
- Sheila : Pendant les vacances
- Richard Anthony : C'est ma fête
- Sheila : Pendant les vacances
- Alain Barrière : Elle était si jolie
- Johnny Hallyday : Pour moi la vie va commencer
- Charles Aznavour : La Mamma

### Chansons francophones
Cette liste présente, par ordre alphabétique, tous les titres francophones s'étant classés parmi les 10 premières places des ventes mensuelles durant l'année 1963.
- Alain Barrière : Elle était si jolie
- Alain Barrière : La Marie Joconde
- Bonne nuit les petits
- Charles Aznavour : Trop tard
- Charles Aznavour : La Mamma
- Claude François : Belles, belles, belles
- Claude François : Marche tout droit
- Claude François : Pauvre petite fille riche
- Claude François : Si j'avais un marteau
- Colette Deréal : A la gare Saint-Lazare
- Dalida : Le jour le plus long
- Eddy Mitchell : Oui je t'aime
- Eddy Mitchell : Quand une fille me plaît
- Frank Alamo : File, file, file
- Frank Alamo : Ma biche
- Françoise Hardy : Tous les garçons et les filles
- Françoise Hardy : Le temps de l'amour
- Françoise Hardy : Ton meilleur ami
- Françoise Hardy : L'amour s'en va
- Françoise Hardy : Qui aime-t-il vraiment ?
- Gilbert Bécaud : Les tantes Jeanne
- Henri Salvador : Minnie, petite souris
- Henri Tisot : La pêche avec 2 gaules
- Jacques Brel : Les Bigotes
- Jacques Brel : Les Vieux
- John William : Le jour le plus long
- Johnny Hallyday : L'idole des jeunes
- Johnny Hallyday : Elle est terrible
- Johnny Hallyday : Les Bras en croix
- Johnny Hallyday : Da dou ron ron
- Johnny Hallyday : Pour moi la vie va commencer
- Le Petit Prince : C'est bien joli d'être copains
- Leny Escudero : A Malypense
- Leny Escudero : Tu te reconnaîtras
- Les Chats Sauvages : Sherry
- Les Chaussettes Noires : Oublie-moi
- Les Compagnons de la chanson : Telstar
- Les Gam's : Il a le truc
- Lucky Blondo : Sheila
- Lucky Blondo : Au cœur du silence
- Marcel Amont : Françoise aux bas bleus
- Marie Laforêt : Les Vendanges de l'amour
- Maurice Jarre : Mourir à Madrid
- Patricia Carli : Demain tu te maries
- Petula Clark : Cœur blessé
- Petula Clark : Vilaine fille, mauvais garçon
- Petula Clark : Je me sens bien auprès de toi
- Petula Clark : Plaza de Toros
- Richard Anthony : J'entends siffler le train
- Richard Anthony : Donne-moi ma chance
- Richard Anthony : En écoutant la pluie
- Richard Anthony : C'est ma fête
- Richard Anthony : Tchin, Tchin
- Sacha Distel : Et nous aussi mon frère
- Sheila : L'école est finie
- Sheila : Sheila
- Sheila : Pendant les vacances
- Sheila : Le sifflet des copains
- Sylvie Vartan : Tous mes copains
- Sylvie Vartan : Il revient
- Sylvie Vartan : En écoutant la pluie
- Sylvie Vartan : Si je chante

### Chansons non francophones
Cette liste présente, par ordre alphabétique, tous les titres non francophones s'étant classés parmi les 10 premières places des ventes mensuelles durant l'année 1963.
- Sylvie Vartan : I'm Watching
- The Spotnicks : Galloping Guitars
- The Tornados : Telstar
- Trini Lopez : If I Had a Hammer

## Succès internationaux de l’année
Cette liste présente, par ordre alphabétique, les trente titres et albums ayant eu le plus de succès dans les charts internationaux en 1963,.

### Singles
- Bobby Vinton : Blue velvet
- Cliff Richard : Summer holiday
- Cliff Richard : Lucky lips
- Elvis Presley : (You're the) Devil in Disguise
- Elvis Presley : Kiss me quick
- Jan & Dean : Surf City
- Johnny Cash : Ring of Fire
- Kingsmen : Louie Louie
- Kyu Sakamoto : Sukiyaki
- Lesley Gore : It's my party
- Little Peggy March : I Will Follow Him
- Los Indios Tabajaras : Maria Elena
- Ned Miller : From a Jack to a King
- Paul & Paula : Hey Paula
- Roy Orbison : In dreams
- Roy Orbison : Blue Bayou
- Ruby & The Romantics : Our day will come
- Skeeter Davis : The end of the world
- Sœur Sourire : Dominique
- The Beatles : From Me to You
- The Cascades : Rhythm of the Rain
- The Chiffons : He's so fine
- The Crystals : Then he kissed me
- The Crystals : Da Doo Ron Ron
- The Fireballs : Sugar Shack
- The Four Seasons : Walk like a man
- The Ronettes : Be my baby
- The Rooftop Singers : Walk right in
- The Surfaris : Wipe out
- Trini Lopez : If I Had a Hammer

### Albums
- Allan Sherman : My son, the nut
- Allan Sherman : My son, the celebrity
- Andy Williams : Days of wine & roses
- Andy Williams : Moon River & Other great movie themes
- Barbra Streisand : The Barbra Streisand album
- Barbra Streisand : The second Barbra Streisand album
- Bob Dylan : The Freewheelin' Bob Dylan
- Elvis Presley : Elvis' Golden Records Volume 3
- Frank Fontaine (en) : Songs I sing on the Jackie Gleason Show
- Frank Sinatra : Sinatra's Sinatra
- James Brown : Live at the Apollo
- Joan Baez : Joan Baez in Concert
- Lee Morgan : The Sidewinder
- Lionel Bart : Oliver!
- Peter, Paul & Mary : Peter, Paul & Mary
- Peter, Paul & Mary : In the wind
- Peter, Paul & Mary : Moving
- Phil Spector : A Christmas gift for you
- Roy Orbison : Greatest hits
- Sœur Sourire : The singing nun
- Stan Getz & Charlie Byrd : Jazz Samba
- Stevie Wonder : Recorded Live: The 12 Year Old Genius
- Swingle Singers : Bach's Greatest hits
- The Beach Boys : Surfin' U.S.A.
- The Beach Boys : Surfer Girl
- The Beach Boys : Little Deuce Coupe
- The Beatles : Please Please Me
- The Beatles : With the Beatles
- Tony Bennett : I left my heart in San Francisco
- Trini Lopez : At PJ's
- Los Incas : Amérique du Sud - Voyages Autour du Monde, Chants et Danses par Los Incas

## Récompenses
- États-Unis : 6e cérémonie des Grammy Awards
- Europe : Concours Eurovision de la chanson 1963

## Formations de groupes
- Groupe de musique formé en 1963

## Naissances
- 19 février :  Seal, chanteur britannique.
- 13 mars :  Emmanuel Djob, musicien et auteur-compositeur-interprète camerounais.
- 26 mars :  Roch Voisine, chanteur canadien.
- 8 avril :  Julian Lennon, chanteur britannique.
- 8 juin :  Kéti Garbí, chanteuse grecque.
- 23 juin :  Nicki Doff, chanteur allemand.
- 25 juin :  George Michael, chanteur britannique († 25 décembre 2016).
- 26 juin :  Doushka Esposito, chanteuse française.
- 3 août :  James Hetfield, chanteur et guitariste du groupe Metallica.
- 9 août :  Whitney Houston, chanteuse américaine († 11 février 2012).
- 26 octobre :  Natalie Merchant, chanteuse américaine.
- 28 octobre :  Eros Ramazzotti, chanteur italien.
- 31 octobre :  Mikkey Dee, batteur suédois, membre des groupes Motörhead et Scorpions.

## Décès
- 2 août :  William Ezell, pianiste de blues et de boogie-woogie américain (° 23 décembre 1892).
- 11 octobre :  Édith Piaf, chanteuse française (° 19 décembre 1915).